# Strimmig tinamo
Strimmig tinamo (Crypturellus casiquiare) är en fågel i familjen tinamoer inom ordningen tinamofåglar.

## Utbredning och systematik
Fågeln förekommer i östligaste Colombia och angränsande södra Venezuela. Den behandlas som monotypisk, det vill säga att den inte delas in i några underarter.

## Status
IUCN kategoriserar arten som livskraftig.

## Namn
Fågelns vetenskapliga artnamn syftar på Río Casiquiare, en flod i Venezuela.